# 스코트인 씨족

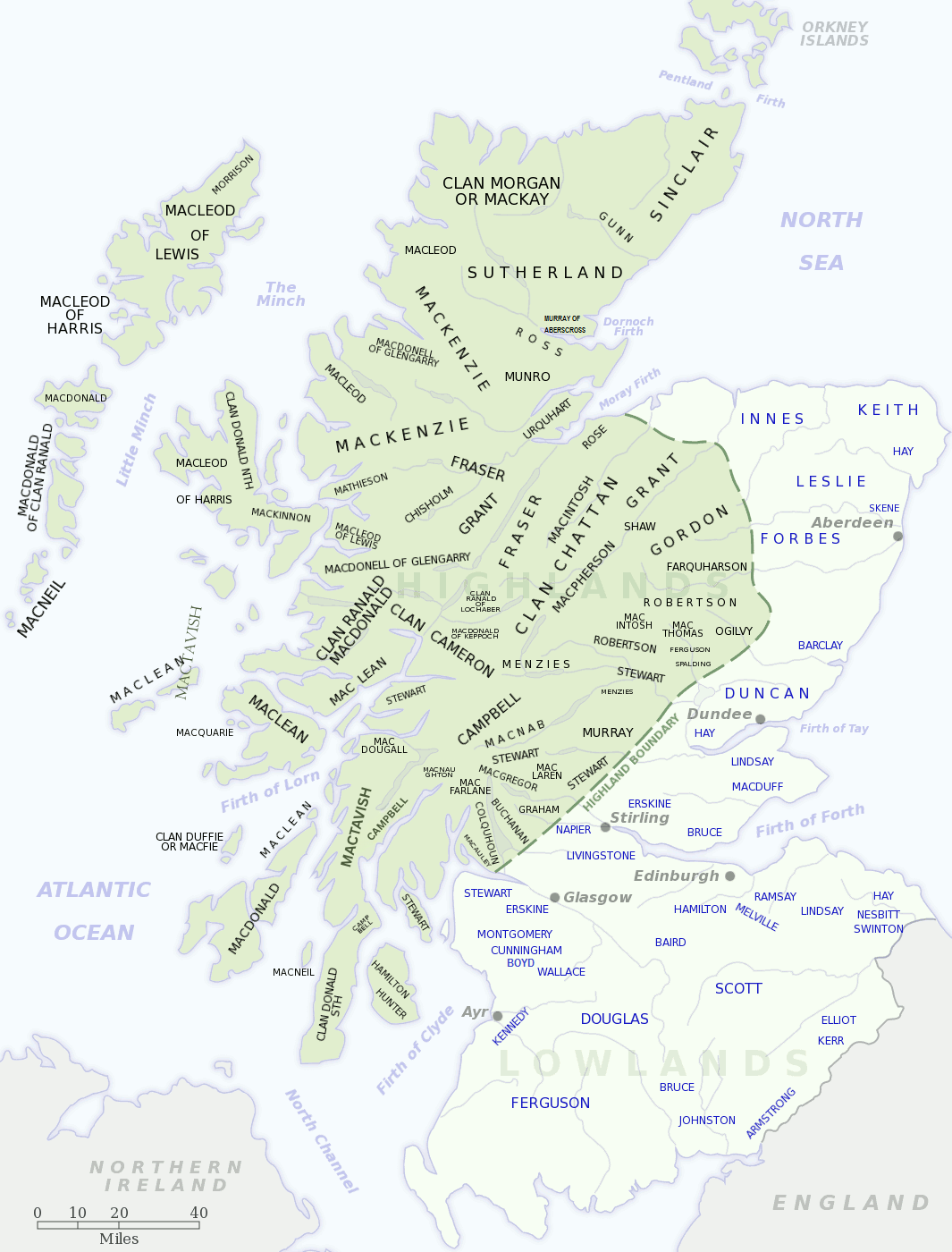
스코트인 씨족 분포 지도.

씨족(아일랜드어: clann 클란)은 스코트인 사이에 형성된 친족집단이다. 씨족은 정체성을 공유하며 그 정체성은 씨족 구성원들 사이에 대를 이어 계승된다. 많은 씨족들이 타르탄 무늬를 상징으로 가지고 있는데, 이것은 사실 19세기에 도입된 만들어진 전통이다. 타르탄 무늬 뿐 아니라 킬트를 비롯해 스코트인 씨족에 관한 많은 심상들은 실제 역사나 전통이 아니라 월터 스콧의 소설에서 기인했다.
많은 씨족들에 씨족장(clan chief)이 있으며, 씨족장이 없는 씨족은 대향사씨족이라고 한다. 씨족들은 대개 조상들이 지배했던 땅을 기반으로 하고 있으며, 고중세의 성관 같은 고건물을 소유한 경우도 있다.
흔히 하는 오해로, 특정 씨를 소유한 사람이 씨족장의 후예일 것이라 생각하지만 그렇지 않다. 원래 씨족 구성원 대부분은 씨족장 일족에게 노동력을 제공하는 농노들로 이루어져 있었고, 이들이 씨족장의 씨를 사용하게 된 것은 16세기에서 17세기 사이에나 이루어진 일이다. 그러다 18세기에 와서야 일종의 만들어진 전통으로서 모든 씨족 구성원이 한 명의 조상을 공유한다는 가짜 믿음이 보편화되었다.

## 같이 보기
- 씨족
- 게일인
- 스코틀랜드의 역사
- 스코틀랜드 게일어